# Takenori Hayashi
Takenori Hayashi (林 丈統 Hayashi Takenori?), född 14 oktober 1980 i Nara prefektur, är en japansk före detta fotbollsspelare.
Hayashi började sin karriär 1999 i JEF United Ichihara (JEF United Chiba). Han spelade 151 ligamatcher för klubben. Med JEF United Chiba vann han japanska ligacupen 2005. Efter JEF United Chiba spelade han för Kyoto Sanga FC, Júbilo Iwata, BEC Tero Sasana FC och Oita Trinita. Han avslutade karriären 2013.